# Georg W. Bornkamm
Georg-Wilhelm Bornkamm (* 1943) ist ein emeritierter Professor für Virologie am Helmholtz Zentrum München.
Er promovierte an der Ludwigs-Maximilians-Universität München 1970. Dann lehrte er am GSF-Forschungszentrum für Umwelt und Gesundheit München. Er ist Mitglied der Gesellschaft für Strahlenforschung.
Zu Wolfgang Wodargs Behauptung, das Corona-Virus sei nur durch mehr Tests festgestellt worden, sonst wäre es unbemerkt geblieben, konnte er auf entscheidende Fehler hinweisen. Die Struktur des Genoms ist wesentlich anders als das anderer Viren.
1992 erhielt er den Leibniz-Preis.

## Schriften
- Vergleichende Untersuchungen zur Struktur der Genome Tumor-erzeugender Herpesviren, 1976